# Emin Nouri
Emin Nouri, född 22 juli 1985 i Kărdzjali i Bulgarien, är en svensk-turkisk före detta fotbollsspelare (försvarare). Han spelade under sin karriär för Östers IF och Kalmar FF.
Han är assisterande tränare i Kalmar FF:s A-lag sedan 2023.

## Karriär

### I klubblag
Nouri tillbringade sina fyra första år i livet i Bulgarien, men kom sedan till Sverige och Växjö där han fick sin fotbollsfostran i Växjö Norra IF (moderklubb) och Östers IF.
Nouri spelade seniorfotboll för Östers IF mellan 2003 och 2008. Mitt under säsongen 2008 bytte Nouri Superettan mot Allsvenskan då han värvades av konkurrenten Kalmar FF där han omgående spelade till sig en ordinarie plats i det lag som senare under hösten vann SM-guld.
Nouri var KFF trogen fram tills att han avslutade sin aktiva karriär efter 2021.
 Efter säsongen 2021 valde Nouri att avsluta sin spelarkarriär.

### I landslag
Nouri debuterade 2014 för Azerbajdzjans A-landslag, i en träningsmatch mot Uzbekistan.
Han har tidigare spelat två matcher för det svenska U21-Landslaget.

## Som spelare
Med 263 allsvenska matcher för Kalmar FF var Nouri efter säsongen 2020 näst efter Henrik Rydström den spelare som gjort flest allsvenska matcher i föreningens historia. Han är ansedd som en trotjänare.
Tidigare i karriären var Nouri känd för sitt heta temperament. Han är med sina 48 gula kort och 5 utvisningar den mest varnade och utvisade spelaren för Kalmar FF genom tiderna när det gäller allsvenskt spel.

## Meriter
Kalmar FF
- Svensk mästare 2008
- Supercupen 2009